# 漳州戰鬥 (國軍內戰)
漳州戰鬥發生於1934年1月20日至22日，地點則是在中國閩南一帶，是闽变后，國軍追击南下广东的十九路軍后卫部队的战役之一:22。
漳州戰鬥的交戰雙方，一方為蔣中正轄下的國軍中央軍，另一方為十九路軍后卫部队之張炎部。1月17日，国军与十九路军后卫部队——张君嵩部在仙游县对峙。十九路军主力被压缩在仙游县香田里，面临全军覆灭的危险。20日，十九路军主力撤退至福厦路仙（仙游县）惠（惠安县）段（仙游县、惠安县）涂岭。后卫部队张炎部在主力撤退后，击退宋希濂的进攻，并撤出香田里长岭:21。
1月21日，十九路军退至泉州。沈光漢、毛維壽、張炎、區壽年等将领在泉州联名通电，表示服從中央軍，閩變結束:23。